# Peso-leve (MMA)
A divisão de peso-leve nas artes marciais mistas pode referir-se a diferentes números de pesos:
- No UFC a divisão de pesos-leves tem limite de 155 lb (70,3 kg).

O limite da categoria, segundo a Comissão Esportiva do Estado de Nevada é 145 a 155 libras (65,77 kg a 70,31 kg).
- ONE Championship limita seus lutadores de pesos-leves em 170 lb (77 kg)

## Campeões profissionais

### Atuais campeões
| Organização      | Desde                  | Campeão                  | Cartel | Defesas |
| ---------------- | ---------------------- | ------------------------ | ------ | ------- |
| UFC              | 22 de outubro de 2022  | Islam Makhachev          | 27–1   | 4       |
| Bellator MMA     | 5 de novembro de 2021  | Patricky Freire          | 24–10  | 0       |
| ONE Championship | 24 de setembro de 2021 | Rae Yoon Ok              | 16–2   | 0       |
| KSW              | 5 de junho de 2023     | Salahdine Parnasse       | 21–2   | 3       |
| ACA              | 19 de setembro de 2020 | Abdul-Aziz Abdulvakhabov | 19–2   | 1       |

## Recordes da categoria
|                                                | Nome                | Nação   | Competição | Detalhes              | Ref. |
| ---------------------------------------------- | ------------------- | ------- | ---------- | --------------------- | ---- |
| Maior salário dos pesos pena                   | Khabib Nurmagomedov | Rússia  | UFC        | US$ 6.090 milhões     |      |
| Maior número de defesas de cinturão            | Islam Makhachev     | Rússia  | UFC        | 4 Defesas de Cinturão |      |
| Maior número de vitórias consecutivas          | Khabib Nurmagomedov | Rússia  | UFC        | 29-0 vitórias         |      |
| Mais jovem campeão dos pesos leve              | Ilia Topuria        | Geórgia | UFC        | 27 anos               |      |
| Maior idade alcançada na conquista do cinturão | Charles Oliveira    | Brasil  | UFC        | 31 anos               |      |